# Bosque nacional Humboldt-Toiyabe
El bosque nacional Humboldt-Toiyabe (en inglés: Humboldt-Toiyabe National Forest, abreviado como HTNF) es un bosque nacional de los Estados Unidos, el principal del estado de Nevada con una pequeña parte en el Este de California.
Con una extensión de 25 454 km² es el bosque más extenso de Estados Unidos excluyendo los delimitados en Alaska. La zona se gestiona desde Sparks. Cabe también destacar que el bosque nacional también administra la espesura Monte Rose.

## Geografía

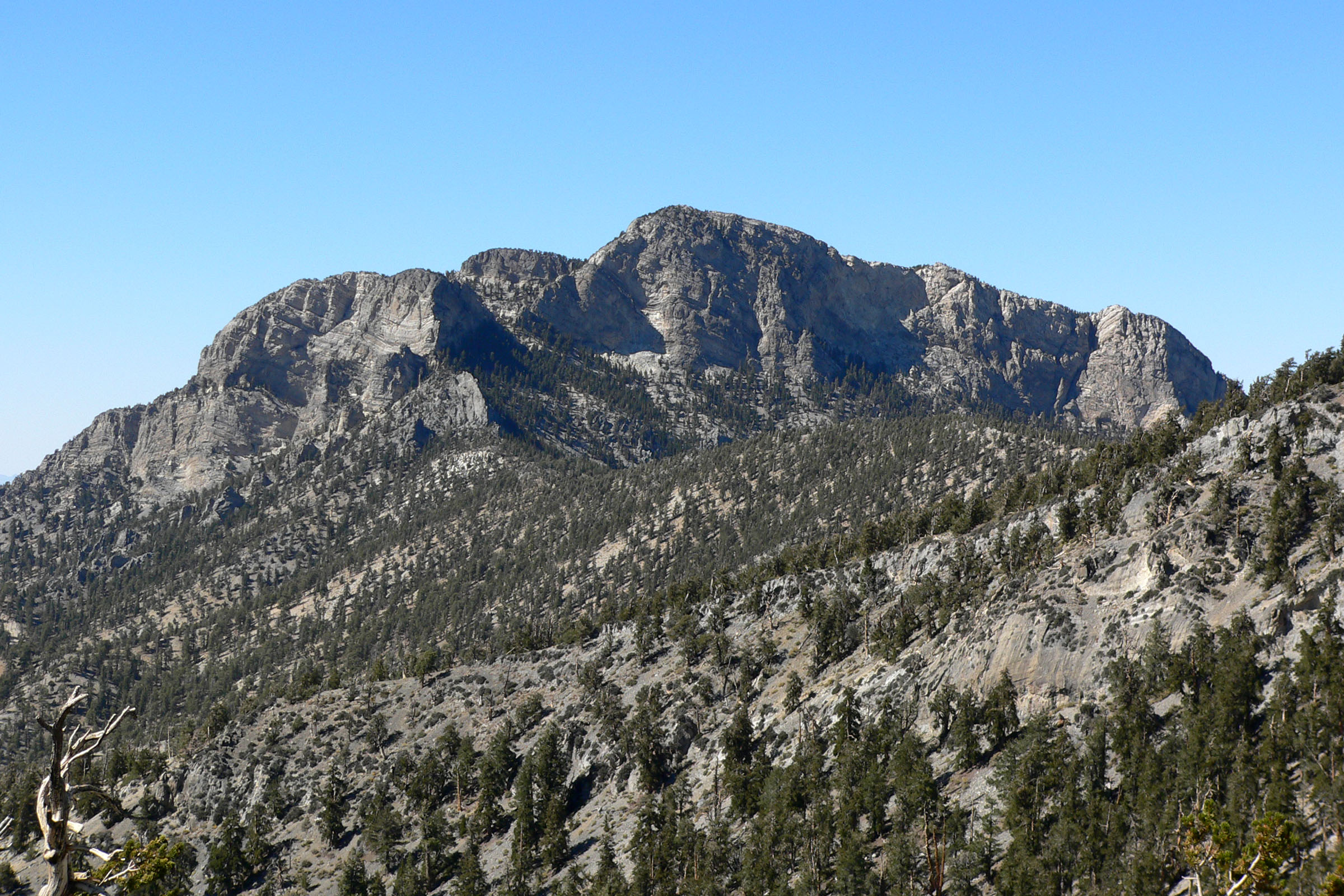
McFarland Peak en Spring Mountains

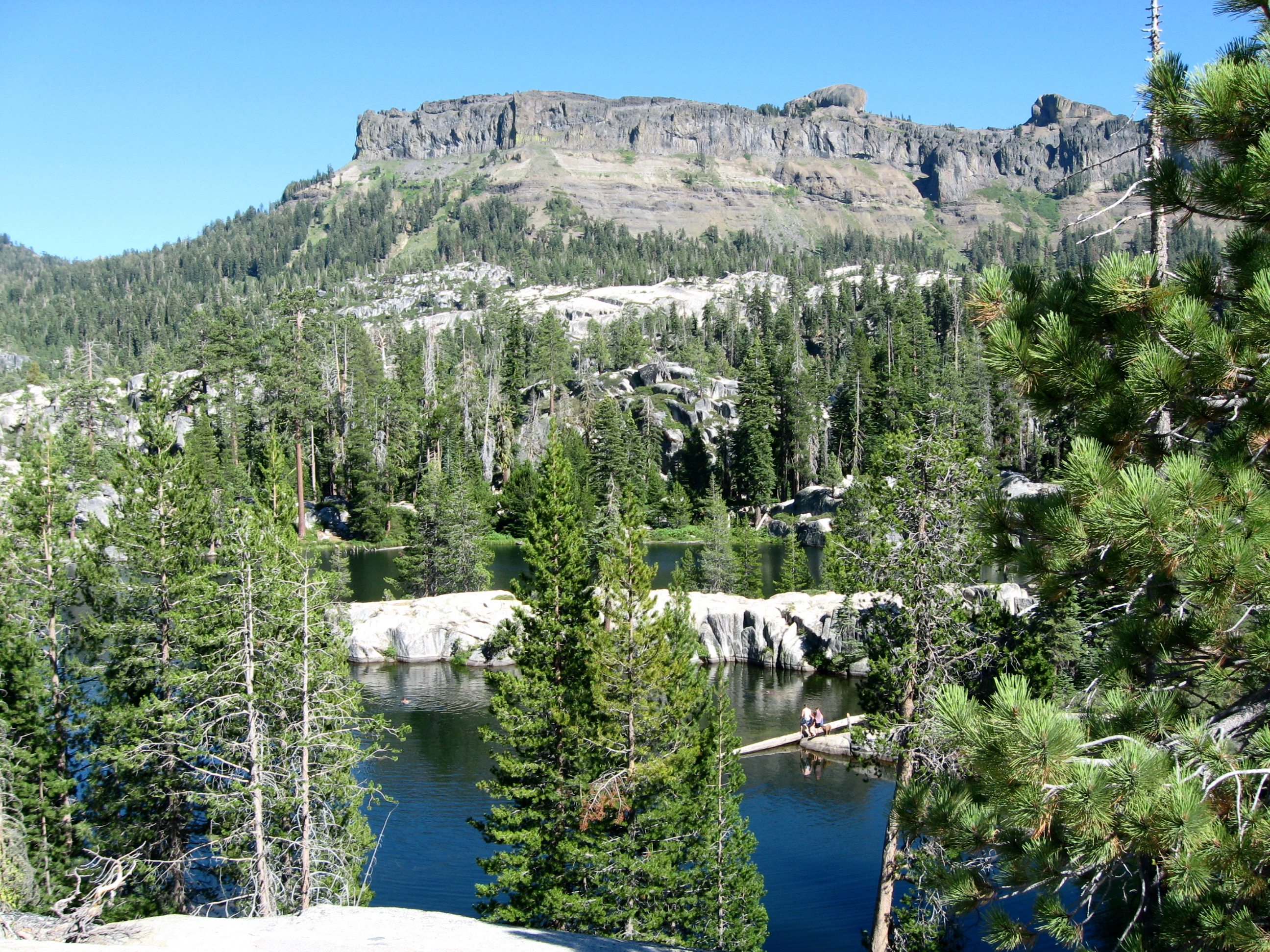
Lago Sword y Dardanelles Cone al fondo

HTNF se diferencia en la mayoría de los bosques nacionales en que sus grandes extensiones de terrenos no son contiguas, puesto que están dispersas por Nevada y en California (11%). La zona es gestionada por un total de diez guardabosques repartidos por la cordillera desde Santa Rosa en el norte hasta Spring Mountains en el sur.
El bosque se encuentra en trece condados de Nevada y en otros seis de California. Nye, Elko, White Pine (Nevada) y Condado de Mono (California) son los que más masa forestal tienen de terreno. El resto, en cambio se encuentran diseminados.

### Sección de Humboldt
Con un área del 43,5% del total, Humboldt es el bosque más pequeño. La mayor parte se encuentra en el este y el norte de Nevadas repartido entre los condados de Elko, White Pine, Humboldt, Nye y Lincoln.
Por su parte las oficinas de los guardas forestales se encuentran en Ely, Elko, Wells y Winnemucca.

### Sección de Toiyabe
Toiyabe es la parte suroeste de ambos bosques. Está ubicado en la parte central, oeste, y sur de Nevada; y al este de California.
Abarca los condados de Nye, Lander, Mineral, Lyon, Eureka, Washoe, Douglas, Clark y Carson City en Nevada; y Mono, Alpine, Sierra, Nevada, Lassen y El Dorado en California. 
Ocupa el 56,5% del total.